# De Zonnegaard
De Zonnegaard is een monumentale villa in Tegelen in de Nederlandse gemeente Venlo. De villa staat aan de Venloseweg 47 aan de noordzijde van de kern.

## Geschiedenis
In 1932 werd de villa, samen met de verderop richting de Tegelse kern gelegen villa De Lings, gebouwd naar het ontwerp van de in Blerick geboren architect Jacq Grubben in opdracht van Harrie en Jos Teeuwen, die een belangrijke rol hebben gespeeld in de kleiwarenindustrie van Tegelen. De villa's werden op een terp gebouwd naar aanleiding van de overstroming van de Maas in 1926.

## Bouwwerk
De villa is opgetrokken in een sober traditionele bouwstijl en heeft drie bouwlagen, waarvan er twee onder de samengestelde kap. De oostelijke en noordelijke topgevel hebben symmetrische vlechtingen van horizontale en schuine metsellagen die naar de dakpunten toe overgaat in doorlopende schuine metsellagen. Als bouwmateriaal zijn gele bakstenen gebruikt gelegd in halfsteensverband.